# Filipendula

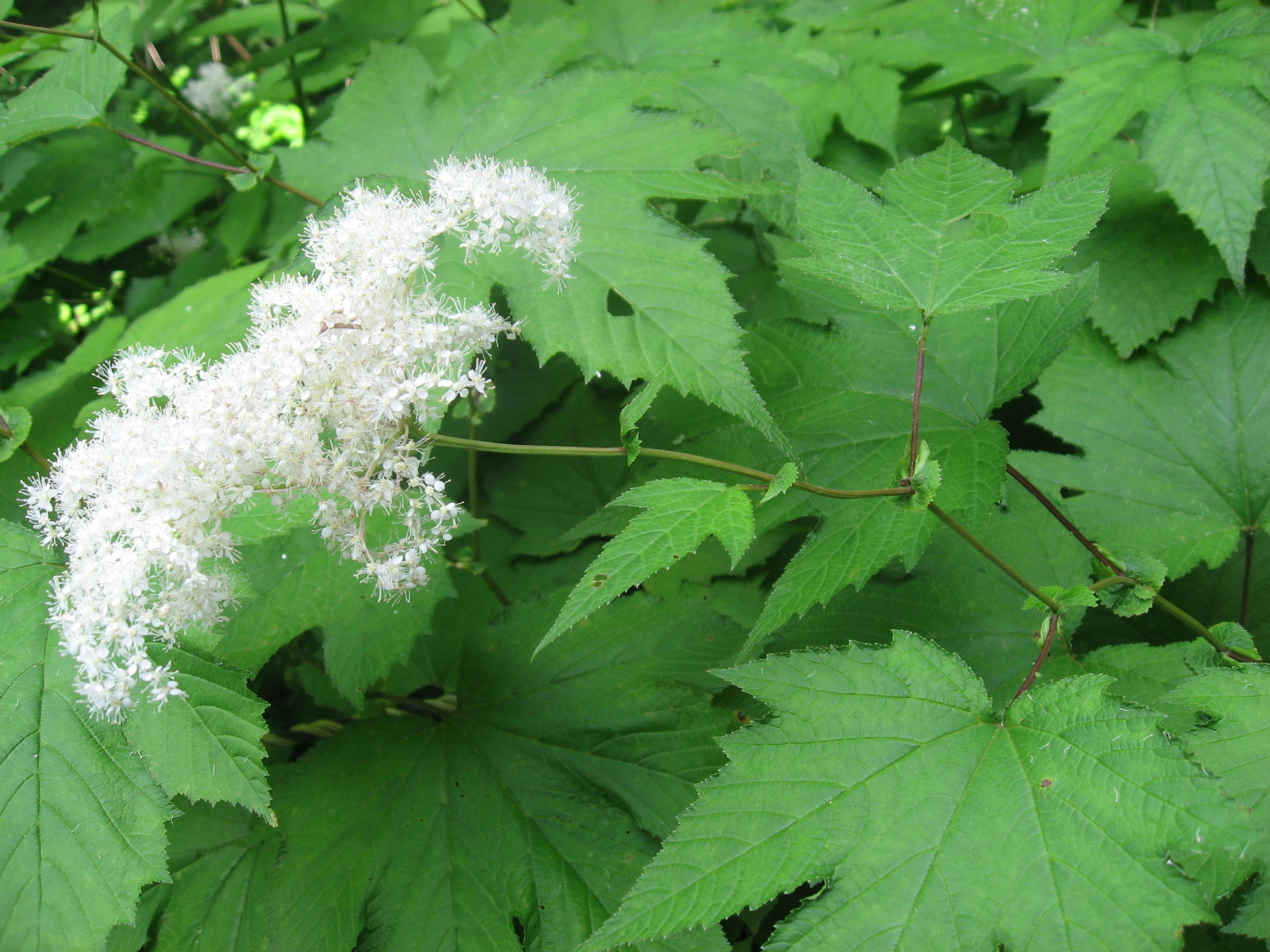
Filipèndula de Kamtxatka (Filipendula kamtschatica)

Filipendula és un gènere de plantes amb flor de la família de les rosàcies. Als Països Catalans són autòctones dues espècies Filipendula ulmaria i Filipendula vulgaris.

## Importància ecològica
Les plantes del gènere Filipendula tenen gran importància del punt de vista ecològic car serveixen d'aliment a les erugues d'una gran varietat d'espècies de papallones.

## Taxonomia
Tradicionalment les filipèndules s'assignaven a la família Spiraea però actualment les recerques genètiques han demostrat que aquests dos gèneres tenen menys en comú de lo que hom pensava prèviament.
En total hi ha 12 espècies del gènere Filipendula:
- Filipendula angustiloba
- Filipendula glaberrima
- Filipendula kamtschatica, filipèndula de Kamtxatka
- Filipendula kiraishiensis
- Filipendula multijuga
- Filipendula occidentalis
- Filipendula palmata
- Filipendula purpurea
- Filipendula rubra, reina dels prats americana
- Filipendula ulmaria, reina dels prats, herba foradada
- Filipendula vestita
- Filipendula vulgaris, filipèndula comuna, herba del pobre home, milfulles